# Simonkoh
Simonkoh est une localité du Cameroun située dans la commune d’Oku (Elak-Oku) et le département du Bui.

## Population
Lors du recensement de 2005, on a dénombré 2 985 personnes : soit 1615 femmes et 1370 hommes.